# Ubisoft Montpellier
Ubisoft Montpellier – francuska firma zajmująca się produkcją gier komputerowych, założona w 1989 w Montpellier. Studio jest znane z prac nad różnymi markami, m.in. Raymanem oraz Beyond Good & Evil.

## Wyprodukowane gry
| Tytuł                                               | Rok  | Platformy                                                                                         |
| --------------------------------------------------- | ---- | ------------------------------------------------------------------------------------------------- |
| Rayman                                              | 1995 | PlayStation, Atari Jaguar, Microsoft Windows, Sega Saturn i DOS                                   |
| Rayman 2: The Great Escape                          | 1999 | Nintendo 64, Microsoft Windows, Dreamcast, PlayStation, PlayStation 2, iOS                        |
| Rayman M                                            | 2001 | PlayStation 2, Microsoft Windows, Gamecube, Xbox                                                  |
| Rayman 3: Hoodlum Havoc                             | 2003 | PlayStation 2, Microsoft Windows, Mac OS X, Xbox, Nokia N-Gage, Game Boy Advance                  |
| Beyond Good & Evil                                  | 2003 | PlayStation 2, Microsoft Windows, Xbox, Gamecube                                                  |
| Peter Jackson’s King Kong                           | 2005 | PlayStation 2, Xbox, GameCube, Microsoft Windows, Xbox 360, PlayStation Portable                  |
| Rayman: Szalone Kórliki                             | 2006 | Game Boy Advance, Wii, PlayStation 2, Microsoft Windows, Nintendo DS, Xbox 360                    |
| Rabbids Go Home                                     | 2009 | Wii, Nintendo DS, Microsoft Windows                                                               |
| From Dust                                           | 2011 | Microsoft Windows, Xbox Live Arcade, PlayStation Network, Google Chrome                           |
| The Adventures of Tintin: The Secret of the Unicorn | 2011 | Microsoft Windows, iOS, Android, Nintendo 3DS, PlayStation 3, PlayStation Portable, Wii, Xbox 360 |
| Rayman Origins                                      | 2012 | PlayStation 3, Wii, Xbox 360, PlayStation Vita, Microsoft Windows, Nintendo 3DS                   |
| ZombiU                                              | 2012 | Wii U                                                                                             |
| Rayman Legends                                      | 2013 | Wii U, Xbox 360, PlayStation 3, Microsoft Windows, PlayStation Vita                               |
| Valiant Hearts: The Great War                       | 2014 | PC, Microsoft Windows, PlayStation 4, PlayStation 3, iOS, Android                                 |